# Giải phẫu học phân tử
Giải phẫu học phân tử là chuyên ngành của giải phẫu vi mô liên quan đến việc xác định và mô tả cấu trúc phân tử của tế bào, mô và cơ quan trong một sinh vật.